# Gaston's War
Pour plus de détails, voir Fiche technique et Distribution.
Gaston's War est un film dramatique belge sorti en 1997, réalisé par Robbe De Hert.

## Synopsis
Quelques décennies après la Seconde Guerre mondiale, Gaston Vandermeerssche (en), un résistant belge, cherche à découvrir qui avait trahi ses compagnons aux Nazis.

## Fiche technique
- Réalisateur : Robbe De Hert
- Scénario d'après une nouvelle de Allan Mayer

## Distribution
- Werner De Smedt : Gaston Vandermeerssche
- Mapi Galán : Véronique
- Stuart Laing (en) : Harry
- Oliver Windross : Doug
- Peter Firth : Major Smith
- Christian Crahay : Hachez
- Olivia Williams : Nicky
- Lukas Smolders : Louis
- Clive Swift : Général James
- Marilou Mermans : épouse du fermier
- René van Asten : Van der Waals
- Sylvia Kristel : Miep Visser
- Stefan Perceval : soldat allemand
- Gert-Jan Dröge : Cohen
- Serge Marechal : un français